# Cynisca nigeriensis
Cynisca nigeriensis är en ödleart som beskrevs av  Dunger 1968. Cynisca nigeriensis ingår i släktet Cynisca och familjen Amphisbaenidae. Inga underarter finns listade i Catalogue of Life.